# William Merritt Chase
William Merritt Chase (ur. 1 listopada 1849 w Williamsburgu, obecnie Nineveh Indiana, zm. 25 października 1916 w Nowym Jorku) – amerykański malarz i pedagog.

## Życiorys
Studiował w Bostonie, później zamieszkał w Nowym Jorku, gdzie utrzymywał studio i prowadził prywatną szkołę malarstwa Shinnecock Hills Summer School na Long Island. Nauczał w Pennsylvania Academy of the Fine Arts od 1896 do 1909, Art Students League of New York od 1878 do 1896 i ponownie od 1907 do 1911, i Brooklyn Art Association w 1887 i od 1891 do 1896. Obok Roberta Henriego, był najważniejszym nauczycielem amerykańskich artystów na przełomie XIX i XX w. Jego uczniami byli m.in. Dennis Miller Bunker (1861-1890), Frank Duveneck (1848-1919), Charles Webster Hawthorne (1872-1930), Edward Hopper (1882-1967), Rockwell Kent (1882-1971), Lawton Silas Parker (1868-1954) i John Henry Twachtman (1853-1902).
Chase osiągnął znaczny sukces artystyczny i materialny, był członkiem National Academy of Design, w latach 1885–1895 prezesem Society of American Artists, a po śmierci Johna Twachtmana został przyjęty na jego miejsce do Ten American Painters (The Ten). W 1886 ożenił się z Alice Gerson, para miała ośmioro dzieci.
Uprawiał malarstwo olejne, akwarelę i akwaforty. Najbardziej znany jest z portretów, malował również pejzaże i martwe natury. Chociaż uważał siebie za realistę w jego dziełach można dostrzec wpływ impresjonizmu. Pozostawił po sobie ponad 2000 obrazów.

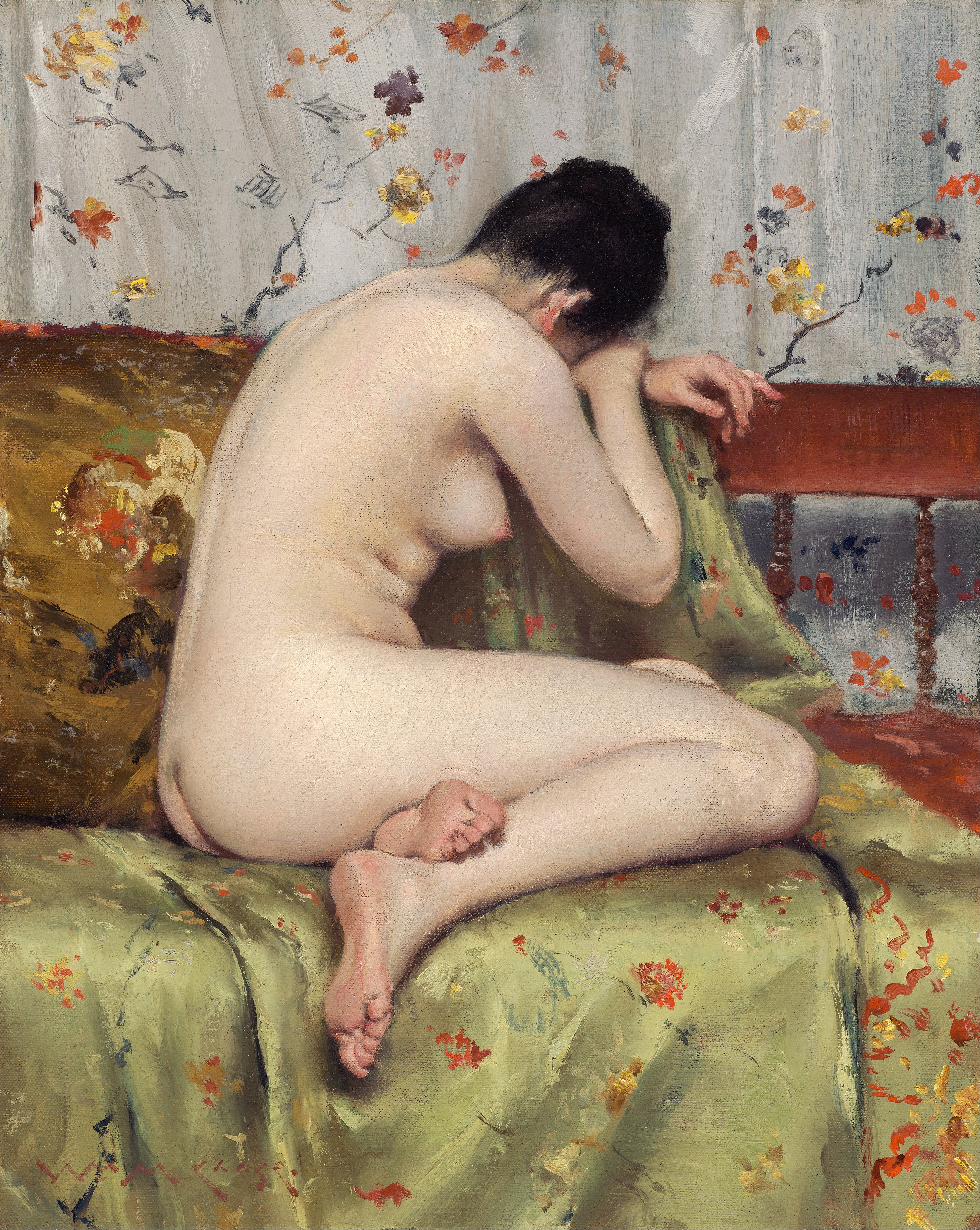
Modern Magdalen, Museum of Fine Arts w Bostonie, 1888
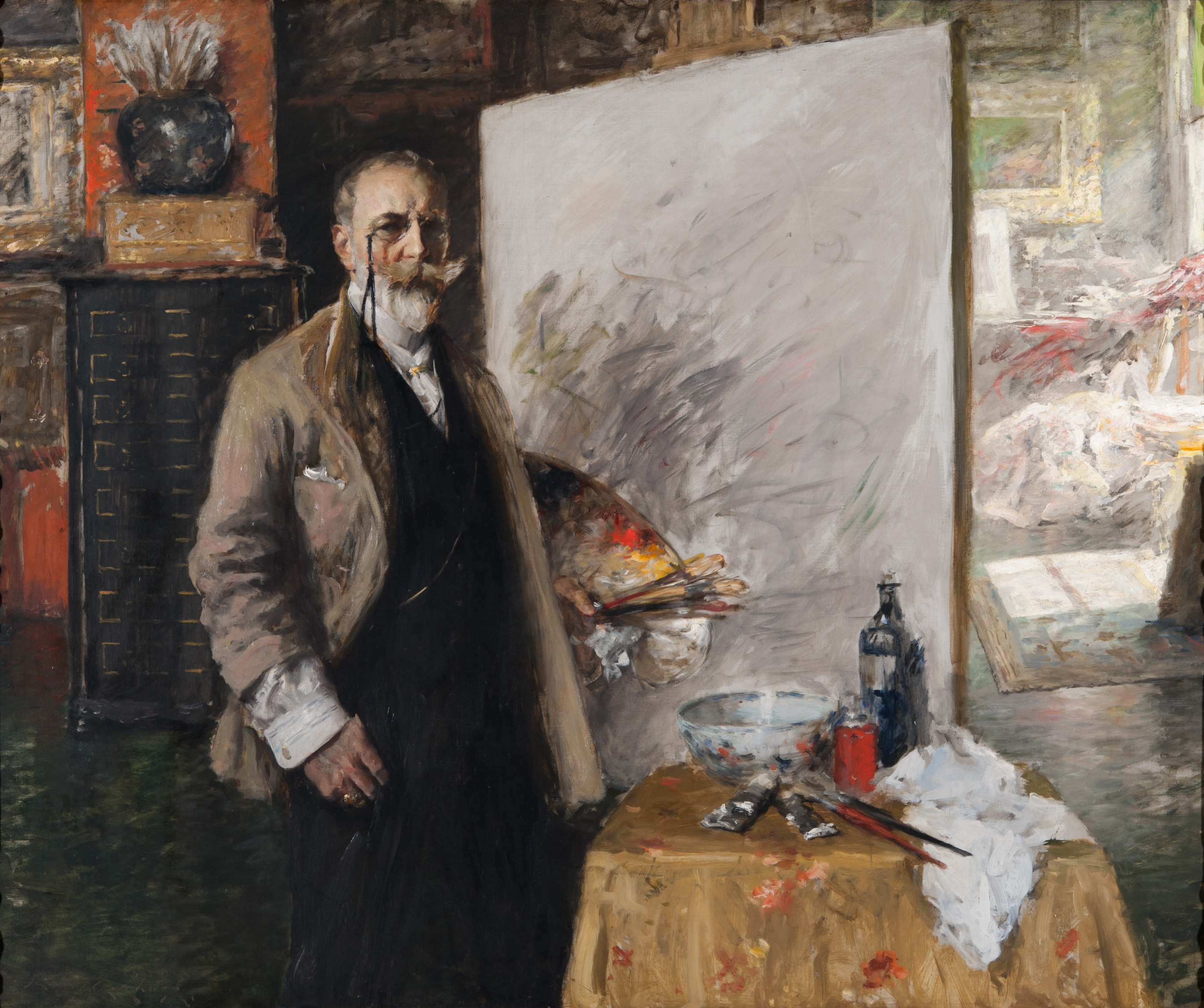
Autoportret, Richmond Art Museum, 1915
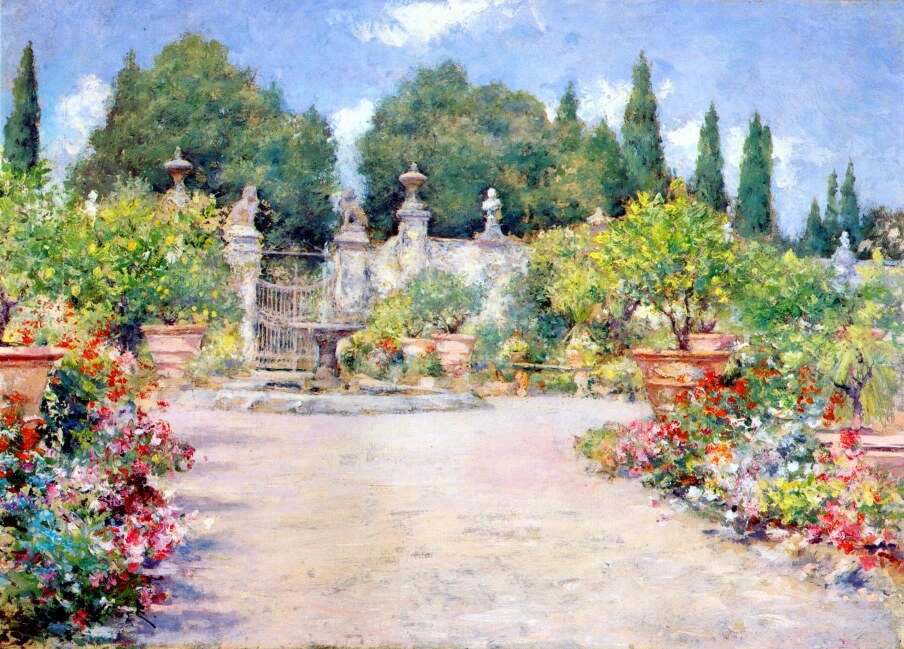
Włoski ogród, Chrysler Museum of Art, ok. 1909